# Râul Valea Mare, Iaz
Râul Valea Mare este un curs de apă, afluent al râului Iaz. 